# Интерьерный макет
Интерьерный макет (или макет интерьера) — вид макетов, иллюстрирующий организацию внутреннего пространства квартиры или коттеджа. Чаще всего используют в декоративно-прикладном искусстве.
Используют для оценки дизайна и композиции как здания в целом, так и отдельных помещений внутри него, а также размещения внутри них мебели или оборудования. Выделяют макеты интерьера с закрытыми и остекленными (прозрачными) стенами. Макет интерьера с остекленными стенами имеет преимущество в виде удобства обозревания зрителями. Для макета достаточно сделать только 2 или 3 стены прозрачными. При изготовлении макета сначала сооружают его основу (подмакетник), затем обозначают пол либо путем окраски, либо наклеивания полимерных материалов, затем вместе с непрозрачными наружными стенами устанавливают внутренние перегородки (перегородки из щитов крепят на шурупы, а из полимерных материалов приклеивают к подмакетнику), вырезают в них двери и прочие отверстия, затем устанавливают внутри макета мебель, оборудование и другие предметы. Прозрачные стены изготавливают из органического стекла толщиной 3-5 мм. Для защиты от пыли макет сверху тоже закрывают прозрачным потолком.
Макеты интерьеров выполняются в масштабе от 1:10 до 1:50, стены изготавливаются частично или вообще не изготавливаются, потолок либо отсутствует, либо может сниматься. Мебель изготавливается не детализировано, а имеет исключительно схематическую функцию.
В макетах могут использоваться масштабы 1:50, 1:25, 1:20, 1:10 и 1:5.
В интерьерных макетах упор делается на детализацию внутренних помещений, а внешняя сторона помещений игнорируется.
Для удобства осмотра в интерьерном макете внутренние стенки (перегородки) делают из прозрачных материалов и съемной крышей, либо крыша и верхние перекрытия вообще отсутствуют. Иногда одна или две наружные стены выполнены из прозрачного материала или вообще не изготавливаются.
Проработка деталей интерьера может быть упрощенной, средней или высокой, что определяется функциональным назначением макета.